# Bíňanský sprašový profil
Bíňanský sprašový profil je přírodní památka v katastrálním území obce Bíňa v okrese Nové Zámky v Nitranském kraji na Slovensku. Území bylo vyhlášeno v roce 1984 a jeho rozloha je 0,36 hektaru. Předmětem ochrany je pět až deset metrů vysoký sprašový profil na břehu Hronu.